# 내포제시조(아랫내포제)
내포제시조(內浦制時調)는 대한민국 충청남도 부여군에 있는 무형문화재이다. 1992년 12월 8일 충청남도의 무형문화재 제17호 '내포제시조(內浦制時調)'로 지정되었다가. 2014년 3월 10일 제17-1호 '내포제시조(아랫내포제)'로 문화재 지정명칭(번호)가 변경되었다.
보유자는 김연소이다.

## 개요
시조창은 시조시(우리나라 고유의 정형시)를 가사로 하여 노래 부르는 것을 말하며, 시절가, 시절단가, 단가라고도 한다. 가장 오래된 기록은 영조(재위 1724∼1776)때 학자 신광수의『석북집』관서악부로 이세춘이 시조에 장단을 붙였다는 시가 나온다. 순조(재위 1800∼1834) 때 간행된『유예지』와『구라철사금자보』에서는 시조의 악보가 처음으로 나타난다. 그후 가곡의 영향을 받아 시조곡조가 보급됨에 따라 지역적 특징을 지니고 나뉘게 되었다.
내포제시조는 충청남도 서북부지역의 시조창이다. 내포라는 말은 충청도에서 서산·당진·예산·홍성을 가리키기 때문에 붙여진 이름으로 추정된다. 음계는 3음의 계면조(슬프고 처절한 느낌을 주는 음조)와 5음의 우조(맑고 씩씩한 느낌을 주는 음조)로 되어 있다. 중간에는 가락을 올리지 않아 안정감을 유지하고, 끝에는 떨어뜨려서 여운을 남기며, 가성을 쓰지 않고, 꾸밈음을 많이 사용하지 않는 것이 특징이다. 장구나 무릎장단으로 일시적 연주를 하기 때문에 초장과 중장 끝장단에서 5박자가 줄어들기도 한다.
내포제시조는 오랜 세월 사람들이 즐겨 불러서 우리나라 고유의 대중음악이라 할 수 있는 귀중한 음악이다.

## 참고 문헌
- 내포제시조 - 국가유산청 국가유산포털